# Kadovský viklan
Kadovský viklan je přírodní památka, vyhlášená v roce 1985. Nachází se v obci Kadov u Blatné v okrese Strakonice, 200 metrů od centra obce.

## Historie

### Vznik a ochrana památky
Důvodem ochrany je granodioritový viklan, jeden z největších v ČR.

### Zásahy člověka
Kadovský viklan neznámý vandal vyvalil již v roce 1893 z jeho původního místa. Šest lidí v čele s Pavlem Pavlem vybavených pouze dřevěnými pákami a klíny tento necelých třicet tun vážící viklan opět vztyčilo až v roce 1983 a přesunulo do původní polohy. Nicméně i následně byl viklan ještě několikrát ze svého lůžka shozen a opětovně umístěn zpět. Poslední čtvrté usazení proběhlo v roce 2023.